# Jagttegn
 Denne artikel omhandler overvejende eller alene danske forhold. Hjælp gerne med at gøre artiklen mere almen.
Jagttegn giver tilladelse til at gå på jagt efter de gældende regler. Tilladelsen erhverves ved en jagtprøve. Jagttegnet skal fornyes hvert år og skal altid medbringes på jagt. For at få jagttegn skal man være fyldt 16 år og enten være opført i Skov- og Naturstyrelsens jægerregister eller bestå jagtprøven.
Man må have riffel, hvis man har gyldig våbentilladelse og indløser sit jagttegn hvert år senest den 1. april. Haglgevær må man have hjemme, hvis man inden for de seneste 10 år har indløst jagttegn.
Hvis jagtteg ikke indløses i 10 år eller mere, slettes man i jægerregisteret, og der skal en ny bestået prøve til, før man igen er berettet til at kunne løse jagttegn. Man må kun bruge haglgevær, samt have ammunition, hvis man har et gyldigt jagttegn.
Den årlige jagttegnsafgift er årligt beløb plus en lav præmie for lovpligtig ansvarsforsikring.
I 2006 løste 162.966 jagttegn, mens 6.424 gik op til jagtprøve (63,4% bestod) og 4.441 tilmeldte sig riffelprøven (74,7% bestod).